# Vincenzo Moscuzza
Vincenzo Moscuzza (Siracusa, 7 ottobre 1821 o 1827 – Napoli, 30 settembre 1896) è stato un compositore italiano di stile romantico.

## Biografia
Figlio di Luigi, anch'egli compositore, noto per aver scritto l'oratorio "il martirio di Santa Lucia", apprese le basi musicali dal padre da giovanissimo per poi continuare gli studi presso il Conservatorio di Napoli sotto la guida di Saverio Mercadante. Crebbe a Siracusa insieme al fratello maggiore, Gaetano Moscuzza, che più tardi divenne sindaco di Siracusa e in seguito senatore del Regno d'Italia. Compose numerose opere liriche che fece rappresentare in parecchi teatri italiani e addirittura anche all'estero: negli Stati Uniti d'America, *La duchessa di Valliere" e a Malta la "Francesca da Rimini" e altre. Le sue opere, pur essendo molto ricche di melodia, in stile post Belliniano, non ottennero il successo che meritavano, tant'è che il compositore per qualche tempo dovette fare anche l'agente teatrale. Nel 1862 il Moscuzza compose l'opera Don Carlos, opera il cui soggetto e il titolo fu composta anche, qualche anno dopo, da Giuseppe Verdi. Il Moscuzza tentò un contenzioso giudiziario, per sospetto plagio del soggetto e del titolo, ma l'esito del giudizio dette ragione a Verdi. Compose anche diverse romanze per voce e pianoforte e pezzi di carattere sacro che insieme alle sue opere teatrali, sono in gran parte custodite in forma manoscritta nel Museo del Conservatorio di Napoli. Una parte minore della sua produzione compositiva (per lo più Arie da Camera e brani di Musica Sacra) si trova invece nella Biblioteca Comunale di Siracusa. Nel 1871 si trasferì definitivamente a Napoli, dove aveva completato i suoi studi musicali; fatto rappresentare con successo le sue prime opere; dove era era nata la moglie Ermelinda Federici e dove morì nel 1896.

## Opere
Moscuzza, all'età di soli 23 anni, debutta al San Carlo di Napoli con "Stradella il trovatore" del 1850, seguono opere come "Eufemia di Napoli" interpretata da Luigia Bendazzi e rappresentata, sempre al Teatro San Carlo, il 6 dicembre 1851 di cui fu librettista Cesare della Valle. L'opera "Carlo Gonzaga" data al San Carlo nel 1857, l'opera "Piccarda Donati" e il "Don Carlos, infante di Spagna" del 25 maggio 1862 in cui si esibisce il celebre soprano Maria Spezia-Aldighieri, alla quale viene affidato il ruolo di Elisabetta di Valois; librettista dell'ultima fu Leopoldo Tarantini. Altre opere sono "I quattro rusteghi" e "Gonzalez Davila" del 1869, che riscosse notevole successo, essendo paragonata dai critici alla "Traviata" di Verdi. Tra le sue ultime opere ritroviamo "Francesca da Rimini" del 1877.

## Dediche
Al compositore siciliano è stata dedicata una via nei pressi della Basilica Santuario di Santa Lucia al Sepolcro, nel quartiere "Santa Lucia" conosciuto anche col nome "La Borgata" a Siracusa.